# Real Club Celta de Vigo 2021-2022
Questa voce raccoglie le informazioni riguardanti il Real Club Celta de Vigo nelle competizioni ufficiali della stagione 2021-2022.

## Maglie e sponsor
| Casa | Trasferta |

Sponsor ufficiale: Estrella Galicia
Fornitore tecnico: Adidas

## Rosa
In corsivo i calciatori ceduti durante la stagione 
| N. |                      | Ruolo | Calciatore            |
| -- | -------------------- | ----- | --------------------- |
| 1  | Argentina (bandiera) | P     | Matías Dituro         |
| 2  | Spagna (bandiera)    | D     | Hugo Mallo (capitano) |
| 3  | Spagna (bandiera)    | D     | Óscar Mingueza        |
| 4  | Messico (bandiera)   | D     | Néstor Araujo         |
| 5  | Turchia (bandiera)   | C     | Okay Yokuşlu          |
| 6  | Spagna (bandiera)    | C     | Denis Suárez          |
| 7  | Brasile (bandiera)   | A     | Thiago Galhardo       |
| 8  | Spagna (bandiera)    | C     | Fran Beltrán          |
| 9  | Spagna (bandiera)    | A     | Nolito                |
| 10 | Spagna (bandiera)    | A     | Iago Aspas            |
| 11 | Argentina (bandiera) | C     | Franco Cervi          |
| 13 | Spagna (bandiera)    | P     | Rubén Blanco          |
| 14 | Perù (bandiera)      | C     | Renato Tapia          |

| N. |                      | Ruolo | Calciatore       |
| -- | -------------------- | ----- | ---------------- |
| 15 | Ghana (bandiera)     | D     | Joseph Aidoo     |
| 16 | Spagna (bandiera)    | C     | Miguel Baeza     |
| 17 | Spagna (bandiera)    | D     | Javi Galán       |
| 18 | Messico (bandiera)   | C     | Orbelín Pineda   |
| 19 | Spagna (bandiera)    | D     | José Fontán      |
| 20 | Spagna (bandiera)    | D     | Kevin Vázquez    |
| 21 | Argentina (bandiera) | C     | Augusto Solari   |
| 22 | Spagna (bandiera)    | A     | Santi Mina       |
| 23 | Spagna (bandiera)    | C     | Brais Méndez     |
| 24 | Colombia (bandiera)  | D     | Jeison Murillo   |
| 28 | Spagna (bandiera)    | D     | Carlos Domínguez |
| 29 | Spagna (bandiera)    | C     | Gabri Veiga      |
| 35 | Spagna (bandiera)    | C     | Hugo Álvarez     |

## Calciomercato

### Sessione estiva
| Acquisti | Acquisti        | Acquisti             | Acquisti                 |
| R.       | Nome            | da                   | Modalità                 |
| -------- | --------------- | -------------------- | ------------------------ |
| A        | Franco Cervi    | Benfica              | definitivo (5 milioni €) |
| D        | Javi Galán      | Huesca               | definitivo (4 milioni €) |
| P        | Thiago Galhardo | Internacional        | prestito (600 mila €)    |
| P        | Matías Dituro   | Universidad Católica | prestito (422 mila €)    |
| D        | Jeison Murillo  | Sampdoria            | prestito                 |
| C        | Okay Yokuşlu    | West Bromwich        | fine prestito            |

| Cessioni | Cessioni                 | Cessioni         | Cessioni                   |
| R.       | Nome                     | a                | Modalità                   |
| -------- | ------------------------ | ---------------- | -------------------------- |
| A        | Álvaro Vadillo           | Espanyol         | definitivo (1,8 milioni €) |
| D        | David Costas             | Real Oviedo      | gratuito                   |
| C        | Jozabed Sánchez Ruiz     | Malaga           | gratuito                   |
| D        | David Juncà              | Girona           | gratuito                   |
| A        | Juan Hernández García    | Alcorcón         | gratuito                   |
| P        | Iván Villar              | Leganés          | prestito                   |
| A        | Gabriel Matías Fernández | Juárez           | prestito                   |
| D        | Sergio Carreira          | Mirandés         | prestito                   |
| A        | Emre Mor                 | Fatih Karagümrük | prestito                   |
| C        | Facundo Ferreyra         |                  | Svincolato                 |
| A        | Sergio Álvarez Conde     |                  | ritiro                     |
| D        | Aarón Martín             | Magonza          | fine prestito              |
| D        | Jorge Sáenz              | Valencia         | fine prestito              |

#### Sessione invernale
| Acquisti | Acquisti       | Acquisti  | Acquisti |
| R.       | Nome           | da        | Modalità |
| -------- | -------------- | --------- | -------- |
| C        | Orbelín Pineda | Cruz Azul | gratuito |

| Cessioni | Cessioni     | Cessioni     | Cessioni |
| R.       | Nome         | a            | Modalità |
| -------- | ------------ | ------------ | -------- |
| C        | Okay Yokuşlu | Getafe       | prestito |
| C        | Miguel Baeza | Ponferradina | prestito |

## Risultati

### Primera División

#### Girone di andata
| Arbitro: | Munuera Montero |

|                       |           |                 |
| Iago Aspas 59’ (rig.) | Marcatori | 22’, 64’ Correa |

| Vigo 23 agosto 2021, ore 22:00 CEST 2ª giornata | Osasuna        | 0 – 0 referto | Celta Vigo | Abanca Balaídos (5 401 spett.)\| Arbitro: \| Alberola Rojas \| |
| Arbitro:                                        | Alberola Rojas |               |            |                                                                |

| Arbitro: | Mateu Lahoz |

|  |           |                 |
|  | Marcatori | 34’ I. Williams |

| Arbitro: | Sánchez Martínez |

|                                                             |           |                   |
| Benzema 24’, 46’, 87’ (rig.) Vinícius Jr. 54’ Camavinga 72’ | Marcatori | 4’ Mina 31’ Cervi |

| Arbitro: | Diaz de Mera Escuderos |

|          |           |                          |
| Mina 65’ | Marcatori | 34’ A. Lozano 43’ Espino |

| Arbitro: | Figueroa Vázquez |

|  |           |                              |
|  | Marcatori | 66’ Iago Aspas 85’ B. Méndez |

| Arbitro: | Soto Grado |

|                 |           |  |
| D. Suárez 90+4’ | Marcatori |  |

| Arbitro: | Figueroa Vázquez |

|               |           |  |
| Benedetto 49’ | Marcatori |  |

| Arbitro: | de Burgos Bengoetxea |

|  |           |         |
|  | Marcatori | 54’ Mir |

| Arbitro: | Martínez Munuera |

|  |           |                              |
|  | Marcatori | 55’, 73’ Mina 58’ Iago Aspas |

| Arbitro: | Melero López |

|  |           |                        |
|  | Marcatori | 54’ Isak 79’ Elustondo |

| Arbitro: | Cuadra Fernández |

|  |           |                              |
|  | Marcatori | 55’, 73’ Mina 58’ Iago Aspas |

| Arbitro: | Hernández Hernández |

|                                  |           |                                |
| Iago Aspas 52’, 90+6’ Nolito 74’ | Marcatori | 5’ Fati 18’ Busquets 34’ Depay |

| Arbitro: | Javier Alberola Rojas |

|               |           |            |
| B. Méndez 72’ | Marcatori | 27’ Gerard |

| Arbitro: | González Fuertes |

|            |           |                         |
| Joselu 21’ | Marcatori | 11’ Mina 70’ Iago Aspas |

| Arbitro: | de Burgos Bengoetxea |

|                |           |                         |
| Iago Aspas 11’ | Marcatori | 19’ Duro 53’ Maxi Gómez |

| Maiorca 10 dicembre 2021, ore 21:00 CET 17ª giornata | Maiorca           | 0 – 0 referto | Celta Vigo | Stadio de Son Moix (10 655 spett.)\| Arbitro: \| de Mera Escuderos \| |
| Arbitro:                                             | de Mera Escuderos |               |            |                                                                       |

| Arbitro: | Pizarro Gómez |

|                                      |           |             |
| Mina 3’ Iago Aspas 47’ D. Suárez 82’ | Marcatori | 90+2’ Loren |

| Arbitro: | Soto Grado |

|  |           |                              |
|  | Marcatori | 36’ (rig.), 45+2’ Iago Aspas |

#### Girone di ritorno
| Arbitro: | Guillermo Cuadra Fernández |

|               |           |  |
| Oyarzabal 13’ | Marcatori |  |

| Arbitro: | Cordero Vega |

|                    |           |  |
| Mallo 29’ Mina 38’ | Marcatori |  |

| Arbitro: | Sánchez Martínez |

|                            |           |                          |
| A. Gómez 71’ Ó. Torres 74’ | Marcatori | 37’ Cervi 40’ Iago Aspas |

| Arbitro: | Munuera Montero |

|                    |           |  |
| B. Méndez 12’, 80’ | Marcatori |  |

| Cadice 12 febbraio 2022, ore 14:00 CET 24ª giornata | Cadice      | 2 – 2 referto | Celta Vigo | Estadio Nuevo Mirandilla (15 635 spett.)\| Arbitro: \| Mateu Lahoz \| |
| Arbitro:                                            | Mateu Lahoz |               |            |                                                                       |

| Arbitro: | Pizarro Gómez |

|           |           |           |
| Cervi 67’ | Marcatori | 82’ Roger |

| Arbitro: | Hernández Hernández |

|                     |           |  |
| Renan Lodi 36’, 60’ | Marcatori |  |

| Arbitro: | Ortiz Arias |

|                                                         |           |                                                     |
| Galhardo 13’ D. Suárez 25’ Iago Aspas 61’, 90+7’ (rig.) | Marcatori | 17’ G. González 49’ (aut.) Aidoo 87’ (rig.) Sevilla |

| Arbitro: | Santiago Jaime Latre |

|            |           |  |
| Parejo 64’ | Marcatori |  |

| Vigo 20 marzo 2022, ore 16:15 CET 29ª giornata | Celta Vigo           | 0 – 0 referto | Real Betis | Abanca Balaídos (13 149 spett.)\| Arbitro: \| de Burgos Bengoetxea \| |
| Arbitro:                                       | de Burgos Bengoetxea |               |            |                                                                       |

| Arbitro: | González Fuertes |

|            |           |                                |
| Nolito 52’ | Marcatori | 19’ (rig.), 70’ (rig.) Benzema |

| Arbitro: | Alberola Rojas |

|            |           |  |
| Wu Lei 11’ | Marcatori |  |

| Arbitro: | Hernández Hernández |

|  |           |                            |
|  | Marcatori | 11’ Iago Aspas 37’ Beltrán |

| Arbitro: | Latre |

|  |           |                        |
|  | Marcatori | 23’, 52’ Borja Mayoral |

| Arbitro: | Martínez Munuera |

|              |           |           |
| Machís 90+2’ | Marcatori | 72’ Aspas |

| Arbitro: | Cuadra Fernández |

|                                                         |           |                        |
| Galhardo 6’ Iago Aspas 34’, 66’ 57’ (aut.) Ximo Navarro | Marcatori | 23’, 52’ Borja Mayoral |

| Arbitro: | Ortiz Arias |

|                               |           |           |
| Depay 30’ Aubameyang 41’, 48’ | Marcatori | 50’ Aspas |

| Arbitro: | Melero López |

|              |           |  |
| D. Suárez 9’ | Marcatori |  |

| Arbitro: | Cordero Vega |

|                                     |           |           |
| Maxi Gómez 28’ N. Araujo 60’ (aut.) | Marcatori | 50’ Aspas |

### Coppa del Re
| Arbitro: | Mateu Lahoz |

|  |           |                                                 |
|  | Marcatori | 32’ Mina 43’ Solari 55’, 58’ Cervi 90+2’ Fontán |

| Arbitro: | Jaime Latre |

|              |           |                      |
| Vilanova 39’ | Marcatori | 14’ Fontán 118’ Mina |

| Arbitro: | Melero López |

|                         |           |               |
| Manel Martínez 17’, 76’ | Marcatori | 67’ B. Méndez |

## Statistiche

### Statistiche di squadra
Statistiche aggiornate al 23 aprile 2023. 
| Competizione | Punti | In casa | In casa | In casa | In casa | In casa | In casa | In trasferta | In trasferta | In trasferta | In trasferta | In trasferta | In trasferta | Totale | Totale | Totale | Totale | Totale | Totale | DR |
| Competizione | Punti | G       | V       | N       | P       | Gf      | Gs      | G            | V            | N            | P            | Gf           | Gs           | G      | V      | N      | P      | Gf     | Gs     | DR |
| ------------ | ----- | ------- | ------- | ------- | ------- | ------- | ------- | ------------ | ------------ | ------------ | ------------ | ------------ | ------------ | ------ | ------ | ------ | ------ | ------ | ------ | -- |
| Liga         | 46    | 19      | 7       | 4       | 8       | 26      | 23      | 19           | 5            | 6            | 8            | 17           | 20           | 38     | 12     | 10     | 16     | 43     | 43     | 0  |
| Coppa del Re | -     | 0       | 0       | 0       | 0       | 0       | 0       | 3            | 2            | 0            | 1            | 8            | 3            | 3      | 2      | 0      | 1      | 8      | 3      | +5 |
| Totale       | -     | 19      | 7       | 4       | 8       | 26      | 23      | 22           | 7            | 6            | 9            | 25           | 23           | 41     | 14     | 10     | 17     | 51     | 46     | +5 |

### Andamento in campionato
| Giornata  | 1  | 2  | 3  | 4  | 5  | 6  | 7  | 8  | 9  | 10 | 11 | 12 | 13 | 14 | 15 | 16 | 17 | 18 | 19 | 20 | 21 | 22 | 23 | 24 | 25 | 26 | 27 | 28 | 29 | 30 | 31 | 32 | 33 | 34 | 35 | 36 | 37 | 38 |
| --------- | -- | -- | -- | -- | -- | -- | -- | -- | -- | -- | -- | -- | -- | -- | -- | -- | -- | -- | -- | -- | -- | -- | -- | -- | -- | -- | -- | -- | -- | -- | -- | -- | -- | -- | -- | -- | -- | -- |
| Luogo     | C  | T  | C  | T  | C  | T  | C  | T  | C  | T  | C  | T  | C  | C  | T  | C  | T  | C  | T  | T  | C  | T  | C  | T  | C  | T  | C  | T  | C  | C  | T  | T  | C  | T  | C  | T  | C  | T  |
| Risultato | P  | N  | P  | P  | P  | V  | V  | P  | P  | V  | P  | N  | N  | N  | V  | P  | N  | V  | V  | P  | V  | N  | V  | N  | N  | P  | V  | P  | N  | P  | P  | V  | P  | N  | V  | P  | V  | P  |
| Posizione | 16 | 16 | 18 | 18 | 18 | 17 | 13 | 16 | 15 | 14 | 14 | 15 | 15 | 15 | 13 | 14 | 14 | 14 | 12 | 14 | 12 | 12 | 10 | 10 | 9  | 10 | 10 | 10 | 11 | 11 | 12 | 11 | 12 | 12 | 11 | 11 | 10 | 11 |

Legenda:

Luogo: C = Casa; T = Trasferta. Risultato: V = Vittoria; N = Pareggio; P = Sconfitta.

### Statistiche dei giocatori
Sono in corsivo i calciatori che hanno lasciato la società a stagione in corso 
| Giocatore    | Liga     | Liga | Liga        | Liga       | Coppa del Re | Coppa del Re | Coppa del Re | Coppa del Re | Totale   | Totale | Totale      | Totale     |
| Giocatore    | Presenze | Reti | Ammonizioni | Espulsioni | Presenze     | Reti         | Ammonizioni  | Espulsioni   | Presenze | Reti   | Ammonizioni | Espulsioni |
| ------------ | -------- | ---- | ----------- | ---------- | ------------ | ------------ | ------------ | ------------ | -------- | ------ | ----------- | ---------- |
| J. Aidoo     | 32       | 0    | 1           | 0          | 0            | 0            | 0            | 0            | 32       | 0      | 1           | 0          |
| H. Álvarez   | 1        | 0    | 0           | 0          | 1            | 0            | 0            | 0            | 2        | 0      | 0           | 0          |
| N. Araujo    | 34       | 0    | 4           | 0          | 0            | 0            | 0            | 0            | 34       | 0      | 4           | 0          |
| I. Aspas     | 37       | 18   | 8           | 0          | 1            | 0            | 0            | 0            | 38       | 18     | 8           | 0          |
| M. Baeza     | 1        | 0    | 0           | 0          | 2            | 0            | 0            | 0            | 3        | 0      | 0           | 0          |
| F. Beltrán   | 21       | 1    | 5           | 0          | 2            | 0            | 1            | 0            | 23       | 1      | 6           | 0          |
| R. Blanco    | 0        | 0    | 0           | 0          | 2            | -1           | 1            | 0            | 2        | -1     | 1           | 0          |
| G. Campos    | 0        | 0    | 0           | 0          | 0            | 0            | 0            | 0            | 0        | 0      | 0           | 0          |
| C. Carrillo  | 0        | 0    | 0           | 0          | 0            | 0            | 0            | 0            | 0        | 0      | 0           | 0          |
| J. Castro    | 0        | 0    | 0           | 0          | 0            | 0            | 0            | 0            | 0        | 0      | 0           | 0          |
| F. Cervi     | 33       | 4    | 6           | 0          | 3            | 2            | 0            | 0            | 36       | 6      | 6           | 0          |
| M. Dituro    | 38       | -43  | 1           | 0          | 1            | -2           | 0            | 0            | 39       | -45    | 1           | 0          |
| C. Domínguez | 8        | 0    | 0           | 0          | 3            | 0            | 0            | 0            | 11       | 0      | 0           | 0          |
| C. Fernández | 0        | 0    | 0           | 0          | 0            | 0            | 0            | 0            | 0        | 0      | 0           | 0          |
| J. Fontán    | 9        | 0    | 3           | 0          | 3            | 2            | 1            | 0            | 12       | 2      | 4           | 0          |
| J. Galán     | 37       | 0    | 9           | 0          | 2            | 0            | 0            | 0            | 39       | 0      | 9           | 0          |
| T. Galhardo  | 15       | 2    | 2           | 0          | 3            | 0            | 0            | 0            | 18       | 2      | 2           | 0          |
| H. Mallo     | 21       | 1    | 5           | 2          | 2            | 0            | 0            | 0            | 23       | 1      | 5           | 2          |
| F. Medrano   | 0        | 0    | 0           | 0          | 2            | 0            | 0            | 0            | 2        | 0      | 0           | 0          |
| B. Méndez    | 37       | 4    | 8           | 0          | 3            | 1            | 0            | 0            | 40       | 5      | 8           | 0          |
| S. Mina      | 33       | 7    | 4           | 0          | 3            | 2            | 0            | 0            | 36       | 9      | 4           | 0          |
| J. Murillo   | 19       | 0    | 5           | 1          | 3            | 0            | 0            | 0            | 22       | 0      | 5           | 1          |
| Nolito       | 32       | 2    | 1           | 0          | 3            | 0            | 0            | 0            | 35       | 2      | 1           | 0          |
| O. Pineda    | 7        | 0    | 0           | 0          | 0            | 0            | 0            | 0            | 7        | 0      | 0           | 0          |
| A. Solari    | 26       | 0    | 5           | 0          | 1            | 1            | 0            | 0            | 27       | 1      | 5           | 0          |
| H. Sotelo    | 1        | 0    | 0           | 0          | 0            | 0            | 0            | 0            | 1        | 0      | 0           | 0          |
| D. Suárez    | 38       | 4    | 4           | 0          | 2            | 0            | 0            | 0            | 40       | 4      | 4           | 0          |
| R. Tapia     | 29       | 0    | 10          | 0          | 3            | 0            | 0            | 0            | 32       | 0      | 10          | 0          |
| K. Vázquez   | 17       | 0    | 3           | 0          | 2            | 0            | 0            | 0            | 19       | 0      | 3           | 0          |
| G. Veiga     | 7        | 0    | 0           | 0          | 3            | 0            | 0            | 0            | 10       | 0      | 0           | 0          |
| O. Yokuşlu   | 8        | 1    | 7           | 0          | 1            | 0            | 0            | 0            | 9        | 1      | 7           | 0          |